# خاطرات تامون این
خاطرات تامون این، (به ژاپنی: 多聞院日記) یک دفتر خاطرات است که توسط سه نسل از راهبان معبد به فاصله سال‌های ۱۴۷۸ تا ۱۶۱۸ نوشته شده‌است. نوشتن متن این خاطرات توسط راهب ایشون (راهب) ja:英俊 (تولد ۱۵۱۸ - مرگ ۱۵۹۶ میلادی) آغاز شده‌است و دو نسل دیگر از خاندان وی نگارش آن را ادامه داده‌اند. اساساً دفترچه خاطراتی است که زندگی در معبد و محیط اطراف را توصیف می‌کند، اما در مورد اواخر دوره موروماچی گرفته تا دوره سنگوکو، دوره آزوچی-مومویاما و محاصره اوساکا و آغاز دوره ادو شامل اطلاعات ارزشمندی است که از اوضاع منطقه کینای با محوریت نارا حکایت می‌کند.